# 福尼爾灣

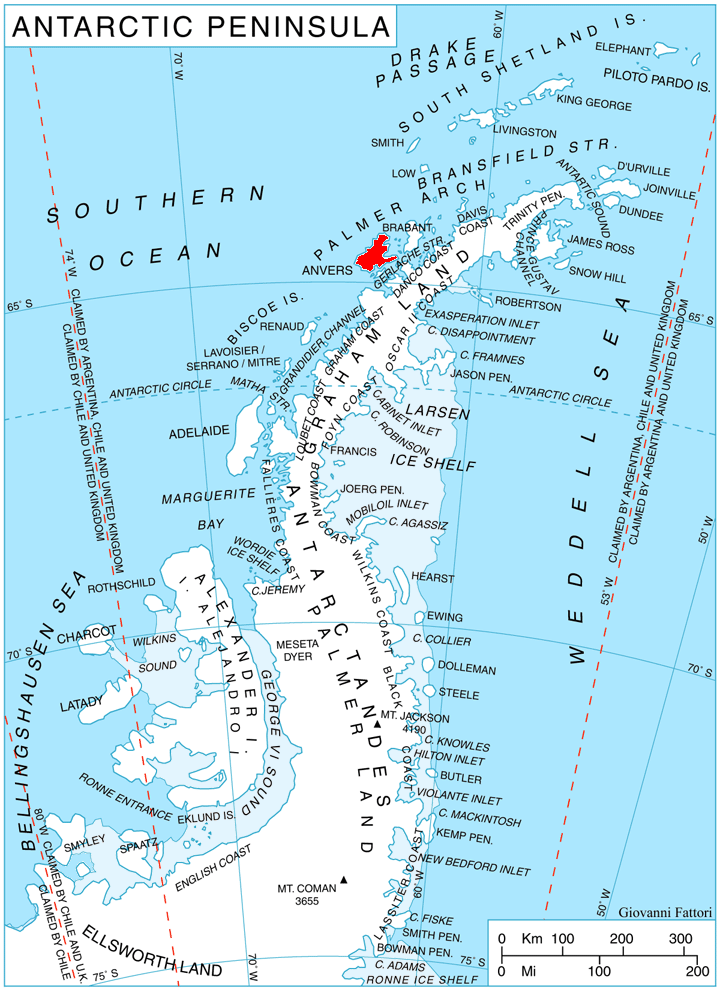

64°31′S 63°6′W / 64.517°S 63.100°W
福尼爾灣（英語：Fournier Bay）是南極洲的海灣，位於帕默群島的昂韋爾島東北岸，處於布里格斯半島以西和德拉爾法角以南，長15公里、寬6公里，由德國探險隊發現。